# جايمي مانريكي
جايمي مانريكي (من مواليد 16 يونيو 1949)، هو روائي وشاعر وكاتب مقالات ومعلم ومترجم أمريكي من أصول كولومبية. نشر العديد من رواياته باللغة الإنجليزية بينما يُطبع شعره غالبًا ويُشارك باللغة الإسبانية. وتغطي كتاباته مجموعة متنوعة من الموضوعات، فيما اشتهرت أعماله التي تتناول والده والهجرة والمثلية الجنسية.

## خلفيته
ولد مانريكي في مدينة بارانكويلا في كولومبيا . وعاش طفولته بينها وبين العاصمة الكولومبية، بوغوتا. في عام 1966، هاجر مع والدته إلى ليكلاند في ولاية فلوريدا الأمريكية، وحصل على البكالوريوس في الأدب الإنجليزي من جامعة جنوب فلوريدا عام 1972.
في عام 1977، انضم مانريكي إلى ورشة عمل في جامعة كولومبيا تحت إشراف من الروائي الأرجنتيني مانويل بويغ، وكان مانريكي يعمل على عمله (جثة أبي)، والتي نشرها عام 1980. شجعه بويغ على الاستمرار في كتابة الروايات عندما امتدح كتابته قائلاً: "إنها تأتي من تحت البشرة". وفي عام 1987، بدأ جايمي مانريكي مسيرته المهنية كأستاذ جامعي في كلية يوجين لانغ.

## مسيرته المهنية
فاز أول ديوان شعري لمانريكي (عبدة القمر) بجائزة الشعر الوطنية الكولومبية عام 1975، وفي عام 1983، نشر أول رواية له باللغة الإنجليزية (الذهب الكولومبي)، وفي عام 1992 نشر روايته "القمر اللاتيني في مانهاتن"، والتي وصفها جيمس داو في صحيفة نيويورك تايمز بـأنها "مغامرات مهاجر كولومبي مثلي الجنس بين مومسات، وأثرياء عصاميين، وتجار المخدرات وخبراء الكتب المسنين"، معتبراً أنها "مقصودة لتصوير تجربة المهاجر النموذجية". 
في عام 1995 ، نشر روايته الفائزة بجائزة لامادا الأدبية (ليلتي مع فيديريكو غارسيا لوركا)، واعتبرها جون آشبري "ذكريات طفولة مليئة بالنشوة - تمشي بجانب البحر".  وفي عام 1997، ظهرت روايته "الشفق عند خط الاستواء"، ووصفه إيلان ستافانز في صحيفة واشنطن بوست بـ"أكثر كاتب لاتيني مثلي الجنس إنجازًا في جيله".
في عام 1999 نشر مانريكي عمله "الشواذ البارزون"، ونال على زمالة غوغنهايم عنها، ووصفه إيلان ستافانز في صحيفة واشنطن بوست بـ"الكتاب الممتاز ، يسرد حياة قصيرة للحروب بين الجنسين في العالم اللاتيني". وقالت سوزان سونتاج "مذكرات رائعة، تعد أفضل من أي شيء قرأته".  في عام 1999، منح مانريكي جائزة مؤسسة الفنون المعاصرة. وفي عام 2006 نشر رواية "حياتنا هي الأنهار " التي كتبت عنها سان فرانسيسكو كرونيكل: "قصة مقنعة تدمج التاريخ والسيرة الذاتية في سياق علاقة حب عاطفية، هي قطعة بارعة من الخيال التاريخي".  حصلت الرواية على جائزة الكتاب اللاتيني الدولية (أفضل رواية تاريخية 2007).
في عام 2012 ، نشر مانريكي رواية "شارع سيرفانتس"، التي وصفتها وول ستريت جورنال بـ"المثيرة للقراءة"، وقال جونوت دياز عنها "رواية مترامية الأطراف مفعمة بالحيوية وقلبها كبير" . وقالت ساندرا سيسنيروس عن الرواية "هي قصة رائعة عن حياة ميغيل دي سيرفانتس، وهي صورة غير عادية لحياة كاتب من الواقع والخيال. قرأتها في السرير على مدار يومين أو ثلاثة أيام، ولم أرغب أبدًا في إنهاء الحكاية". 

## مسيرته الأكاديمية
درّس مانريكي في المدرسة الجديدة للبحوث الاجتماعية بين عامي 1978 و1980، كما عمل في كلية ماونت هوليوك كاتباً مقيماً في قسم اللغة الإسبانية عام 1995، وأستاذاً مشاركاً في جامعة كولومبيا (2002-2008) وكاتباً زائراً في جامعة روتجرز ، عام 2009، ومحاضراً في قسم اللغات والآداب الكلاسيكية والحديثة في كلية مدينة نيويوركعام 2012.

## أعماله
- رواية مثل هذا المساء إلى الأبد 2019 [12]
- الليبرو دي لوس مورتوس ، قصائد مختارة 1973-2015 - 2016
- رواية شارع سرفانتس 2012
- رواية حياتنا هي الأنهار 2006
- السيرة الذاتية لبيل سوليفان 2006
- طرزان.. جسدي 2001
- ماريكونز بارزة: 1999
- جسدي وقصائد أخرى 1999
- الشفق عند خط الاستواء 1997
- قصائد حب سور جوانا 1997
- ليلتي مع فيديريكو غارسيا لوركا 1995
- القمر اللاتيني في مانهاتن 1995
- فزاعة 1990
- الذهب الكولومبي 1983
- جثة أبي 1980
- اعترافات ناقد هاو 1979
- عبدة القمر 1977 [13]

## الجوائز
- 2019: جائزة بيل وايتهيد لإنجازه مدى الحياة عن عمله لمثل هذا المساء إلى الأبد [14]